# Damernas höga hopp i simhopp vid olympiska sommarspelen 2000
Damernas höga hopp i de olympiska simhoppstävlingarna vid de olympiska sommarspelen 2000 hölls den 22-24 september i Sydney International Aquatic Centre. 

## Medaljörer
| Event              | Guld                | Silver     | Brons                |
| 10 meter höga hopp | Laura Wilkinson USA | Li Na Kina | Anne Montminy Kanada |

## Resultat
| Placering | Simhoppare              | Land             | Kval   | Kval      | Semifinal        | Semifinal        | Semifinal        | Semifinal        | Final            | Final            | Final            |
| Placering | Simhoppare              | Land             | Poäng  | Placering | Poäng            | Placering        | Totalt           | Placering        | Poäng            | Placering        | Totalt           |
| --------- | ----------------------- | ---------------- | ------ | --------- | ---------------- | ---------------- | ---------------- | ---------------- | ---------------- | ---------------- | ---------------- |
| 1         | Laura Wilkinson         | USA              | 331,20 | 5         | 173,04           | 8                | 504,24           | 5                | 370,71           | 1                | 543,75           |
| 2         | Li Na                   | Kina             | 366,66 | 2         | 196,23           | 1                | 562,89           | 2                | 345,78           | 3                | 542,01           |
| 3         | Anne Montminy           | Kanada           | 339,93 | 3         | 185,88           | 3                | 525,81           | 3                | 354,27           | 2                | 540,15           |
| 4         | Sang Xue                | Kina             | 374,79 | 1         | 196,11           | 2                | 570,90           | 1                | 316,92           | 6                | 513,03           |
| 5         | Émilie Heymans          | Kanada           | 333,78 | 4         | 182,64           | 5                | 516,42           | 4                | 329,28           | 4                | 511,92           |
| 6         | Olena Zjupina           | Ukraina          | 304,65 | 9         | 173,16           | 7                | 477,81           | 8                | 315,93           | 7                | 489,09           |
| 7         | Anja Richter-Libiseller | Österrike        | 314,31 | 6         | 168,78           | 10               | 483,09           | 7                | 313,38           | 8                | 482,16           |
| 8         | Svetlana Timosjinina    | Ryssland         | 309,21 | 7         | 160,47           | 15               | 469,68           | 9                | 318,42           | 5                | 478,89           |
| 9         | Natalja Sjikina         | Kazakstan        | 296,58 | 10        | 162,27           | 14               | 458,85           | 12               | 304,53           | 9                | 466,80           |
| 10        | Choe Myong-Hwa          | Nordkorea        | 308,73 | 8         | 183,84           | 4                | 492,57           | 6                | 269,22           | 11               | 453,06           |
| 11        | Rebecca Gilmore         | Australien       | 288,99 | 12        | 175,92           | 6                | 464,91           | 10               | 273,03           | 10               | 448,95           |
| 12        | Ute Wetzig              | Tyskland         | 289,38 | 11        | 169,77           | 9                | 459,15           | 11               | 268,47           | 12               | 438,24           |
| 13        | Sara Reiling            | USA              | 282,84 | 16        | 164,07           | 12               | 446,91           | 13               | Gick inte vidare | Gick inte vidare | Gick inte vidare |
| 14        | Dolores Saez            | Spanien          | 283,41 | 15        | 163,11           | 13               | 446,52           | 14               | Gick inte vidare | Gick inte vidare | Gick inte vidare |
| 15        | Irina Vjguzova          | Kazakstan        | 284,52 | 14        | 157,17           | 16               | 441,69           | 15               | Gick inte vidare | Gick inte vidare | Gick inte vidare |
| 16        | Evgenija Olsjevskaja    | Ryssland         | 271,05 | 18        | 166,98           | 11               | 438,03           | 16               | Gick inte vidare | Gick inte vidare | Gick inte vidare |
| 17        | Hsieh Pei-Hua           | Kinesiska Taipei | 284,91 | 13        | 126,66           | 18               | 411,57           | 17               | Gick inte vidare | Gick inte vidare | Gick inte vidare |
| 18        | Angelique Rodriguez     | Puerto Rico      | 273,36 | 17        | 134,94           | 17               | 408,30           | 18               | Gick inte vidare | Gick inte vidare | Gick inte vidare |
| 19        | Juliana Veloso          | Brasilien        | 266,04 | 19        | Gick inte vidare | Gick inte vidare | Gick inte vidare | Gick inte vidare | Gick inte vidare | Gick inte vidare | Gick inte vidare |
| 20        | Ditte Kotzian           | Tyskland         | 265,32 | 20        | Gick inte vidare | Gick inte vidare | Gick inte vidare | Gick inte vidare | Gick inte vidare | Gick inte vidare | Gick inte vidare |
| 21        | Clara Elena Ciocan      | Rumänien         | 265,29 | 21        | Gick inte vidare | Gick inte vidare | Gick inte vidare | Gick inte vidare | Gick inte vidare | Gick inte vidare | Gick inte vidare |
| 22        | Ri Ok-Rim               | Nordkorea        | 262,20 | 22        | Gick inte vidare | Gick inte vidare | Gick inte vidare | Gick inte vidare | Gick inte vidare | Gick inte vidare | Gick inte vidare |
| 23        | Odile Arboles-Souchon   | Frankrike        | 260,25 | 23        | Gick inte vidare | Gick inte vidare | Gick inte vidare | Gick inte vidare | Gick inte vidare | Gick inte vidare | Gick inte vidare |
| 24        | Loudy Tourky            | Australien       | 257,40 | 24        | Gick inte vidare | Gick inte vidare | Gick inte vidare | Gick inte vidare | Gick inte vidare | Gick inte vidare | Gick inte vidare |
| 25        | Sally Freeman           | Storbritannien   | 256,17 | 25        | Gick inte vidare | Gick inte vidare | Gick inte vidare | Gick inte vidare | Gick inte vidare | Gick inte vidare | Gick inte vidare |
| 26        | Nana Nebieridze         | Georgien         | 252,09 | 26        | Gick inte vidare | Gick inte vidare | Gick inte vidare | Gick inte vidare | Gick inte vidare | Gick inte vidare | Gick inte vidare |
| 27        | Leire Santos            | Spanien          | 247,41 | 27        | Gick inte vidare | Gick inte vidare | Gick inte vidare | Gick inte vidare | Gick inte vidare | Gick inte vidare | Gick inte vidare |
| 28        | Lesley Ward             | Storbritannien   | 238,65 | 28        | Gick inte vidare | Gick inte vidare | Gick inte vidare | Gick inte vidare | Gick inte vidare | Gick inte vidare | Gick inte vidare |
| 29        | Eftihia Pappa           | Grekland         | 236,79 | 29        | Gick inte vidare | Gick inte vidare | Gick inte vidare | Gick inte vidare | Gick inte vidare | Gick inte vidare | Gick inte vidare |
| 30        | María Alcalá            | Mexiko           | 235,53 | 30        | Gick inte vidare | Gick inte vidare | Gick inte vidare | Gick inte vidare | Gick inte vidare | Gick inte vidare | Gick inte vidare |
| 31        | Yolanda Ortiz           | Kuba             | 231,63 | 31        | Gick inte vidare | Gick inte vidare | Gick inte vidare | Gick inte vidare | Gick inte vidare | Gick inte vidare | Gick inte vidare |
| 32        | Svitlana Serbina        | Ukraina          | 230,64 | 32        | Gick inte vidare | Gick inte vidare | Gick inte vidare | Gick inte vidare | Gick inte vidare | Gick inte vidare | Gick inte vidare |
| 33        | Azul Almazán            | Mexiko           | 229,29 | 33        | Gick inte vidare | Gick inte vidare | Gick inte vidare | Gick inte vidare | Gick inte vidare | Gick inte vidare | Gick inte vidare |
| 34        | Leong Mun Yee           | Malaysia         | 227,28 | 34        | Gick inte vidare | Gick inte vidare | Gick inte vidare | Gick inte vidare | Gick inte vidare | Gick inte vidare | Gick inte vidare |
| 35        | Claire Febvay           | Frankrike        | 222,81 | 35        | Gick inte vidare | Gick inte vidare | Gick inte vidare | Gick inte vidare | Gick inte vidare | Gick inte vidare | Gick inte vidare |
| 36        | Anişoara Oprea          | Rumänien         | 221,82 | 36        | Gick inte vidare | Gick inte vidare | Gick inte vidare | Gick inte vidare | Gick inte vidare | Gick inte vidare | Gick inte vidare |
| 37        | Marion Reiff            | Österrike        | 206,57 | 37        | Gick inte vidare | Gick inte vidare | Gick inte vidare | Gick inte vidare | Gick inte vidare | Gick inte vidare | Gick inte vidare |
| 38        | Maria Konstantatou      | Grekland         | 189,57 | 38        | Gick inte vidare | Gick inte vidare | Gick inte vidare | Gick inte vidare | Gick inte vidare | Gick inte vidare | Gick inte vidare |
| 39        | Choi Hye-Jin            | Sydkorea         | 187,17 | 39        | Gick inte vidare | Gick inte vidare | Gick inte vidare | Gick inte vidare | Gick inte vidare | Gick inte vidare | Gick inte vidare |
| 40        | Shenny Ratna Amelia     | Indonesien       | 170,07 | 40        | Gick inte vidare | Gick inte vidare | Gick inte vidare | Gick inte vidare | Gick inte vidare | Gick inte vidare | Gick inte vidare |